# NGC 6922
NGC 6922 este o emission-line galaxy⁠(d) situată în constelația Vulturul. A fost descoperită în 24 iulie 1863 de către Albert Marth. Se află la o distanță de 80,09 de megaparseci de Pământ.